# Souad Sbai
Souad Sbai (nascida em 1961) é uma política e escritora italiana nascida em Marrocos.
Ela nasceu em Settat, Marrocos, em 5 de fevereiro de 1961. Ela mora na Itália desde cerca de 1979.
Ela foi membro da Câmara dos Deputados italiana de 2008 a 2013, e em 2011 patrocinou uma legislação para proibir o uso da burca em público na Itália. Ela tem sido criticada, juntamente com Daniela Santanchè, por "definir a agenda política de acordo com uma imagem degradante das mulheres muçulmanas". Em 2009, ela recebeu ameaças de morte de radicais muçulmanos.
A sua tese de doutoramento (Nápoles, 2005) foi "Diritti delle donne e associazionismo femminile nei paesi del Maghreb" ("Direitos das mulheres e associações femininas nos países do Magrebe").